# Justin Robidas
Justin Robidas, född 13 mars 2003, är en amerikanskfödd kanadensisk professionell ishockeyforward som är kontrakterad till Carolina Hurricanes i National Hockey League (NHL) och spelar för Chicago Wolves i American Hockey League (AHL).
Han har tidigare spelat för Norfolk Admirals i ECHL och Foreurs de Val-d'Or och Remparts de Québec i Ligue de hockey junior majeur du Québec (LHJMQ).
Robidas draftades av Carolina Hurricanes i femte rundan i 2021 års draft som 147:e spelare totalt.
Han är son till Stéphane Robidas.

## Statistik
| 2015–2016    | Harfangs du Triolet bantam AA     |              | 4   | 2  | 0   | 2   | 2  | —  | —  | —  | —  | — |
| 2016–2017    | Harfangs du Triolet bantam AAA    |              | 30  | 25 | 27  | 52  | 16 | 7  | 7  | 4  | 11 | 2 |
|              | Harfangs du Triolet bantam AAA    |              | 2   | 0  | 0   | 0   | 2  | —  | —  | —  | —  | — |
| 2017–2018    | Harfangs du Triolet bantam AAA    |              | 26  | 26 | 22  | 48  | 10 | 3  | 6  | 2  | 8  | 0 |
|              | Harfangs du Triolet midget espoir | LHEQ         | 3   | 3  | 2   | 5   | 0  | —  | —  | —  | —  | — |
| 2018–2019    | Cantonniers de Magog              | LHMAAAQ      | 35  | 28 | 25  | 53  | 8  | 14 | 7  | 15 | 22 | 0 |
| 2019–2020    | Foreurs de Val-d'Or               | LHJMQ        | 57  | 21 | 22  | 43  | 8  | —  | —  | —  | —  | — |
| 2020–2021    | Foreurs de Val-d'Or               | LHJMQ        | 35  | 19 | 17  | 36  | 4  | 14 | 3  | 7  | 10 | 0 |
| 2021–2022    | Foreurs de Val-d'Or               | LHJMQ        | 68  | 30 | 52  | 82  | 12 | 4  | 4  | 2  | 6  | 0 |
| 2022–2023    | Foreurs de Val-d'Or               | LHJMQ        | 27  | 14 | 28  | 42  | 12 | —  | —  | —  | —  | — |
|              | Remparts de Québec                | LHJMQ        | 36  | 11 | 25  | 36  | 2  | 18 | 11 | 16 | 27 | 2 |
| 2023–2024    | Norfolk Admirals                  | ECHL         | 32  | 12 | 15  | 27  | 6  | —  | —  | —  | —  | — |
| 2024–2025    | Carolina Hurricanes               | NHL          | 1   | 0  | 1   | 1   | 0  | —  | —  | —  | —  | — |
|              | Chicago Wolves                    | AHL          | 65  | 17 | 31  | 48  | 8  | —  | —  | —  | —  | — |
| NHL totalt   | NHL totalt                        | NHL totalt   | 1   | 0  | 1   | 1   | 0  | —  | —  | —  | —  | — |
| LHJMQ totalt | LHJMQ totalt                      | LHJMQ totalt | 223 | 95 | 144 | 239 | 38 | 36 | 18 | 25 | 43 | 2 |